# ASCII絲帶行動
ASCII絲帶行動是一個網絡爆紅現象，於1998年發動，于2013年6月正式终止，提倡電子郵件須以純文本發送。

## 理據
ASCII絲帶行動的理據如下：
- 有一些電子郵件客戶端不支持HTML電子郵件。這意味著接受電子郵件的人很可能無法阅读它，因為它將被顯示作為未加工的HTML代碼，甚至乎变成錯誤的信息。
- 其他客戶有非常惡劣或殘破的HTML解码，導致消息难以阅读。
- HTML電子郵件佔很大的空間，且效率非常低。即使HTML電子郵件不包含任何圖表，它的大小也大於純文本邮件。大部份互聯網用戶的電郵帳戶有空間上限，超出时必須支付額外費用。
- HTML電子郵件的背景圖像、華麗圖表（例如Incredimail提供的），被行动支持者认为是浪費发件箱和收件箱的空間。為了幾行文本而必須下載200kb或更大的電子郵件是相當可笑的。如果使用純文本，在同樣（甚至是百分之一）大小的邮件里可以準確地傳達同樣信息。

| _ /o\ // \\ The ASCII \\ // Ribbon Campaign \V/ Against HTML /A\ eMail! // \\ () ascii ribbon campaign - against html e-mail /\ www.asciiribbon.org - against proprietary attachments _ ASCII ribbon campaign ( ) against HTML e-mail X / \ ~^~ // "\\ /\\ \\ // //\\\ ------------------- @ // ///=\\SCII Ribbon Campaign X /=---=\\gainst HTML E- Mail X /// \\ // \\ ---------------------------- \ // \\ \// \\ \\ |

## 外部連結
- The ASCII Ribbon Campaign（页面存档备份，存于）
- ASCII Ribbon Campaign（页面存档备份，存于）